# 32590 Cynthiachen
32590 Cynthiachen è un asteroide della fascia principale. Scoperto nel 2001, presenta un'orbita caratterizzata da un semiasse maggiore pari a 2,3142037 UA e da un'eccentricità di 0,1373241, inclinata di 5,57170° rispetto all'eclittica.